# Idejni blagdani
Idejni blagdani

## Idejni blagdani, značenje i nastanak
Idejni blagdani unutar liturgijske godine tvore posebnu skupinu. Imaju za zadaću posvijestiti i produbiti određene vjerske istine, dogme posebne poglede kršćanskog nauka i pobožnosti, neki idejni vid misterija a također počasne naslove Isusa Krista i Bogorodice. Zato ih se još naziva i blagdanima „pobožnosti“, „istina“ i „ideja“. Stara rimska liturgija „liturgia romana pura“ nije ih poznavala a javljaju se u vremenu između 9. i 10. stoljeća. Liturgijski kalendar Pia V. donosi samo dva takva blagdan (Svetkovinu Presvetog Tijela i Krvi Kristove i Svetkovinu Presvetog Trojstva). S vremenom uvedeno je još šesnaest idejnih blagdana kao odgovore na potrebe vremena te će posljednja reforma kalendara 1969. god. ostaviti 5 Gospodnjih blagdana, 4 obvezna i 4 neobvezna spomendana Bl. Dj. Marije te neobvezni spomendan Sv. Josipa radnika.